# Bayırlı, Lice
Bayırlı là một xã thuộc huyện Lice, tỉnh Diyarbakır, Thổ Nhĩ Kỳ. Dân số thời điểm năm 2008 là 161 người.